# SteamWorld Heist
SteamWorld Heist är ett turordningsbaserat strategispel utvecklat och utgivet av den svenska spelutvecklaren Image & Form. Det är det tredje spelet i SteamWorld-serien och en uppföljare till SteamWorld Dig. I SteamWorld Heist kontrollerar spelaren Captain Piper Faraday, en smugglare
och pirat, eftersom hon rekryterar ett ragtagsteam av robotar och sätter upp på ett rymdäventyr. Målet med spelet är att spelarna ska gå ombord, tjuta och skjuta sig igenom fiendens rymdskepp.